# Morrisonara
× Morrisonara, (abreviado Mrsa) en el comercio, es un híbrido intergenérico entre los géneros de orquídeas Ada x Miltonia × Odontoglossum. Fue publicado en Orchid Rev. 102(1195): 34 (1994 publ. 1993).